# フィリッポ・トルトゥ
フィリッポ・トルトゥ(Filippo Tortu,1998年6月15日)は、イタリア出身の短距離走の選手。100ｍの前イタリア記録保持者で自己ベストは9秒99。2020年東京オリンピック4×100mRの金メダリスト。

## 経歴
イタリアのミラノで生まれたがサルデーニャ出身。8歳のころにスポーツを始め、陸上とバスケットボールを習っていた。
2010年と2011年にミラノの大会で優勝した。その為バスケットボールか陸上競技かどちらを専念するのか迷ったが、優勝したこともあり陸上競技に専念することにした。 
2018年にマドリードで行われたIAAFワールドチャレンジミーティングスではイタリア選手初の9秒台となる9秒99をマーク、ピエトロ・メンネアが持つイタリア記録を39年ぶりに更新した。
カタールのドーハで行われた2019年世界陸上競技選手権大会・男子100mでは決勝進出を果たし、10秒07で7位に入った。男子100mにおけるイタリア選手の過去最高成績に並んだ。
2020年東京オリンピックでは、4×100mリレーでアンカーを務め、イタリア新記録の37秒50で金メダルを獲得した。ゴールの様子は、同国選手のピエトロ・メンネアの1980年モスクワオリンピック男子200m決勝でのゴールを彷彿とさせるものだった。

## 自己ベスト
| 種目  | 記録   | 風速   | 開催場所                | 年月日 | 備考           |
| ----- | ------ | ------ | ----------------------- | ------ | -------------- |
| 100ｍ | 9秒99  | +0.2ｍ | スペインマドリード      | 2018年 | 前イタリア記録 |
| 100ｍ | 9秒97  | ＋2.4m | イタリア                | 2019年 | 追い風参考記録 |
| 200ｍ | 20秒10 | +0.3ｍ | アメリカ合衆国 オレゴン | 2022年 |                |
| 60ｍ  | 6秒58  |        | イタリアアンコーナ      | 2019年 |                |